# Cesare Parenzo
Pour les articles homonymes, voir Parenzo.
Cesare Parenzo (Rovigo, 20 novembre 1842 - Nervi, 15 avril 1898) est un avocat et un homme politique italien.

## Biographie
Fils de Moisé et d'Amalia Romanin, il est né dans une famille juive d'imprimeurs de la ville istrienne de Porec qui s'installe dans l'actuelle Italie au XVIe siècle. Il est garibaldien, député progressiste et sénateur du royaume d'Italie à la XVIe législature.
Entre 1866 et 1867, avec Antonio Billia, il est codirecteur du journal milanais Il Sole.
Le 14 décembre 1877, il accuse le ministre de l'Intérieur, Giovanni Nicotera, d'avoir violé le secret télégraphique en publiant dans les journaux le contenu d'un télégramme envoyé du théâtre de la guerre russo-ottomane en cours, annonçant la blessure du prince Vladimir Alexandrovitch, un parent du tsar Alexandre II. Cependant, le télégramme est un faux. Nicotera est tombé dans un piège tendu par Agostino Depretis et Francesco Crispi pour le faire démissionner, ce qui se produit le jour même.
En 1879, il est rapporteur du projet de loi - rejeté par le Sénat - sur la préséance obligatoire du mariage civil sur le mariage religieux ; en 1882, il rédige un rapport savant, publié dans des revues faisant autorité comme le Monitore dei Tribunali, sur le projet de loi sur le divorce présenté en 1881 - sans succès - par le ministre de la Justice Villa (Atti parlamentari, Camera dei deputati, Documenti, Legislatura XV, doc. 159/A, pp. 1–13) ; ces deux positions révèlent une attention privilégiée aux droits civils et de citoyenneté qui, avec des résultats variables, a constamment caractérisé son engagement et celui de ses amis politiques. L'action de Parenzo est également marquée par la critique du tournant colonialiste entrepris par les derniers ministères Depretis. En juin 1882, il s'oppose à l'annexion de l'Assab, dénonçant la violation du principe de nationalité, et en janvier 1885, il intervient sur le massacre d'une expédition commerciale en Afrique orientale, craignant les conséquences désastreuses de l'aventure coloniale sur l'honneur du Parlement et de la nation.
En novembre 1891, deux mois après le mariage de sa fille Amelia avec l'avocat Guido Praga, leader de l'Association radicale de Rovigo avec laquelle Parenzo est entré en conflit au milieu des années 1880, une grave tragédie brise sa vie familiale. Son fils aîné Raffaello se suicide en sa présence d'un coup de fusil après s'être vu refuser l'argent nécessaire au remboursement d'une dette de jeu. Parenzo tente de se défendre en se concentrant sur ses activités professionnelles et sur son engagement au Sénat, où, entre 1895 et 1896, il est le protagoniste d'escarmouches répétées avec l'homme d'affaires catholique-modéré Alessandro Rossi, et en juillet 1897, il s'oppose à l'approbation de la législation sur la résidence forcée et présente une question sur le cas de l'anarchiste Romeo Frezzi, tué en prison après avoir été injustement accusé d'avoir participé à un attentat contre Umberto Ier. En réalité, il n'a pas pu se remettre de la douleur qui mine sa santé.
Il est mort à Nervi (Gênes) le 15 avril 1898 à l'âge de cinquante-six ans.
Un an plus tard, son plus jeune fils Guido, étudiant en droit, meurt également à l'âge de vingt ans.
Il est un ancêtre du journaliste David Parenzo.

### Postes administratifs
- Conseiller provincial de Rovigo

### Fonctions et titres
- Directeur de l'"Avanguardia" de Turin (1865)
- Directeur du "Sole" de Milan
- Collaborateur de "Diritto" (Droit)
- Collaborateur du périodique "Il Polesine liberale".

### Commissions sénatoriales
- Membre de la Commission de vérification des titres des nouveaux sénateurs (25 novembre 1892-15 avril 1898)
- Membre de la Commission des finances (23 mars-21 juillet 1896. Démission)
- Commissaire de la Caisse des dépôts et de prêts (Cassa dei Depositi e Prestiti) (18 janvier-15 avril 1898)

## Décorations
- Médaille commémorative des campagnes des guerres d'indépendance (1 barette)
- Médaille commémorative de l'Unité italienne